# 金洪 (乾隆進士)
金洪（?—?），字元音，直隸順天府大興縣人，清朝官員。

## 生平
乾隆七年（1742年）中式三甲十六名进士，選翰林院庶吉士。乾隆十六年（1751年）出任四川龙安府彰明县知县。乾隆二十一年（1756年）任甘肃安定县知县。

## 家族
父金怀玮，武進士，官至雲南援剿左協副將。怀玮生八子，皆成才。金洪為第四子。